# 曹桓榮
曹桓榮（1976年11月11日—），生於臺灣高雄市岡山區。曾任高雄市政府民政局局長。現為國民黨高雄市黨部副主委，2023年3月11日宣布參選2024年高雄市第二選舉區立法委員，未能當選。

## 政治經歷

### 擔任民政局長
銀行業出身的曹桓榮，於2018年選後隨韓國瑜進入高雄市政府，擔任民政局長。2020年6月12日，因2020年高雄市市長韓國瑜罷免案通過，一級機關首長全數解職。

### 2022輔選柯志恩
2022年高雄市長選舉曹桓榮積極輔選柯志恩。

### 投入2024大岡山立委選戰
2023年3月11日，曹桓榮宣布投入爭取國民黨大岡山立委提名，挑戰民進黨現任立委邱志偉，獲得韓國瑜、柯志恩同時力挺，未能當選。

## 外部連結
- 高雄市政府民政局-局長介紹-曹桓榮 （页面存档备份，存于）